# Vanderhorstia fasciaventris
Vanderhorstia fasciaventris és una espècie de peix de la família dels gòbids i de l'ordre dels perciformes.

## Morfologia
- Els mascles poden assolir 8 cm de longitud total.[3][4]

## Hàbitat
És un peix marí, de clima subtropical i demersal.

## Distribució geogràfica
Es troba a la costa oriental de Sud-àfrica i les Illes Ryukyu.

## Observacions
És inofensiu per als humans.